# GPapers
«gPapers» — програма з відкритим вихідним кодом, розроблена для впорядкування та систематизації файлів PDF (наприклад, наукових статей). Програма має засоби для роботи:
- Вбудований PDF-переглядач
- Пошук та автоматичний імпорт з ACM/IEEE/PubMed/CiteSeer
- Підтримка BibTeX
- Підтримка Закладинок/Нотаток/Анотацій, які дозволяють додавати нотатки до сторінок PDF-файлів користувача.
- Сортування за автором, назвою статті, джерелом, цитатою тощо
- «Розумні листи» — засіб, що дозволяє групувати статті за власним рейтингом, кількістю прочитань, «роздруковані», «непрочитані», «нещодавно додані» тощо

## Портування під Windows
Можна запустити з допомогою andLinux, як і будь-яку іншу Linux-програму.